# Čížovský potok
Čížovský potok je menší vodní tok v Křižanovské vrchovině, pravostranný přítok Jihlávky v okrese Jihlava v Kraji Vysočina. Délka toku měří 2 km.

## Průběh toku
Potok pramení východně od Čížova, v nadmořské výšce 607 metrů a teče západním směrem. Čížovský potok se v Čížově u silnice I/38 zprava vlévá do Jihlávky v nadmořské výšce 523 metrů.